# زمین‌شناسی نفت
زمین‌شناسی نفت از شاخه‌های زمین‌شناسی است، که هدف آن ارائه خدمات اکتشافی به بخش بالادستی صنعت نفت می‌باشد. زمین‌شناسی نفت دانشی است که با تاریخچه و ساختار زمین و مراحل حیات آن سروکار دارد و از آن برای پیش‌بینی محل قرار گیری تله‌های نفت‌گیر استفاده می‌شود. زمین‌شناسان نفت با استفاده از دانش و تکنیک‌های زمین‌شناسی، تاریخ زمین‌شناسی یک منطقه را مشخص کرده و نیز سازندهای دارای پتانسیل تشکیل مخازن نفتی را تعیین می‌نمایند. یکی دیگر از کارهای زمین شناسان این است که معین کنند چه تولیدی از مواد نفتی می‌تواند صرفه اقتصادی داشته باشد.

## زمین‌شناسی

برخورد شهاب‌سنگ‌ها با زمین

تراکم مواد زمین

تقریباً ۴۶۰۰ میلیون سال پیش، زمین از توده‌هایی شامل تکه‌های بزرگ و کلفت مواد به سیاره‌ای دیگر با قاره‌ها، اقیانوس‌ها و جو تبدیل شد. سیارهٔ اولیه به دلیل اجسامی که در سرعت‌های بالا به آن برخورد می‌کردند، شروع به گرم شدن کرد. ۳ فرایند اصلی در گرم نگه داشتن زمین شرکت دارند.
1. برخورد (انفجار)
2. فشار وزن مواد
3. واپاشی مواد رادیو اکتیو

در ابتدا فشار یا تراکم، دمای درونی زمین را تا °۱۰۰۰ (به‌طور میانگین) بالا برده‌است. مواد رادیواکتیو نیز تأثیر عمیقی بر رشد زمین داشت. واپاشی عناصر رادیو اکتیو در افزایش دمای درونی زمین تا °۲۰۰۰ (به‌طور میانگین) شرکت داشت، دمایی که در آن آهن ذوب می‌شود. این پدیدهٔ مهمی است، زیرا ذوب آهن که یک سوم زمین را می‌سازد، باعث شروع فرایندهایی می‌شود که زمین را به همان صورتی که امروزه می‌بینیم. آهن چگال‌تر از دیگر عناصر معمول زمین می‌باشد، وقتی آهن ذوب می‌شود، هستهٔ زمین را تشکیل می‌دهد. دیگر مواد مذاب سبک‌تر هستند و لایه‌های بالایی را تشکیل می‌دهند. سبک‌ترین آن‌ها به بالاترین قسمت رفته، سرد شده و پوسته را تشکیل می‌دهند.

## لایه‌های زمین‌شناسی
زمین از ۳ لایه اصلی تشکیل می‌شود:
1. هسته
2. گوشته
3. پوسته

انتقال رسوبات

پوسته لایه‌ای است که در زمین‌شناسی نفت از اهمیت بالایی برخوردار است. زمین‌شناسی بین پوستهٔ اقیانوسی و پوستهٔ قاره‌ای تمایز قایل می‌شود. پوستهٔ اقیانوس در زیر اقیانوس قرار دارد و ضخامت آن حدود ۷–۵ مایل(۸–۱۱ کیلومتر) می‌باشد و از سنگ‌های سنگینی که از انجماد مواد مذاب (ماگما) حاصل می‌شود، تشکیل می‌شود. پوستهٔ قاره‌ای ضخامتی حدود ۱۰–۳۰ مایل (یا ۱۶–۴۸ کیلومتر) دارد و سنگ‌های تشکیل دهندهٔ آن از سنگ‌های پوستهٔ اقیانوسی سبک‌تر است.

### پوسته
پوسته دائماً در حال تغییر و حرکت است. ۲ نیروی اصلی فعالیت‌های کوهزایی و فرایندهای هوازدگی – فرسایش عامل این تغییر هستند. کوهزایی فرایندی است که لایه‌های پوسته شکسته شده و به بالا حرکت می‌کنند. مانند فرایندهای تکنونیک صفحه‌ای و آتشفشانی، هوازدگی و فرسایش نیروهایی هستند که در آن رسوبات شکسته شده و به پایین منتقل می‌شوند.

### هوازدگی
1. فیزیکی: فرایندی است که در آن سنگ‌های جامد به وسیلهٔ فرایندهای فیزیکی تکه‌تکه می‌شوند و ترکیب شیمیایی سنگ تغییری نمی‌کند. این فرایندها حرکت آب، باد و یخچال‌ها را شامل می‌شوند. یخ بندان نمونه‌ای از هوازدگی فیزیکی است.
2. شیمیایی: فرایندی است که در آن کانی‌های یک سنگ تغییر کرده یا حل می‌شوند. هوازدگی تبدیل پتاسیم فلدسپات به کائولینیت نمونه‌ای از هوازدگی شیمیایی است.

هوازدگی و فرسایش فرایندهای مشابه زمین‌شناسی هستند. وقتی یک سنگ هوازده می‌شود آمادهٔ فرسایش است. فرسایش در واقع حذف آوارها و خرده‌سنگ‌های حاصل از هوازدگی می‌باشد. مهمترین عامل هوازدگی شیمیایی آب است این‌ها و نیروها و فرایندهای اضافی دیگر موجب تشکیل سازندهای زیر زمینی نظیر مخازن نفتی می‌شوند.

## انواع سنگ‌ها
پوستهٔ زمین از ۳ نوع سنگ تشکیل می‌شود:
1. آذرین:
سنگ‌های آذرین از کریستاله شدن سنگ‌های مذاب (ماگما) که در گذشته از زمین خارج می‌شوند، تشکیل می‌شود. معمول‌ترین آنها، گرانیت، بازالت و سنگ آتشفشانی می‌باشند.
2. دگرگونی:
سنگ دگرگونی، سنگ‌هایی هستند که از تغییر و تحول سنگ‌های آذرین و رسوبی در اثر تغییر در دما، فشار، کنش‌های صفحه‌ای و عوامل شیمیایی به وجود می‌آیند. این تغییرات در عمق پوستهٔ زمین اتفاق می‌افتند.
نمونه سنگ‌های دگرگونی زغال‌سنگ، مرمر و شیست می‌باشد.
3. رسوبی:
سنگ‌های رسوبی از رسوبات تشکیل می‌شود. این نوع سنگ‌ها به وسیلهٔ ۲ فرایند تراکم، که دانه‌ها فشرده‌شده و مادهٔ چگال‌تری را می‌سازند و سیمانی شدن، که در آن کانی‌ها در اطراف دانه‌ها جمع شده و آن‌ها را به هم می‌چسباند، تشکیل می‌شوند.
مواد مؤثر در هر یک از این ۲ روش در اثر فرسایش قطعات سنگ‌های قدیمی‌تر و فرایندهای شیمیایی به وجود می‌آیند.
این نوع از سنگ‌ها معمولاً در لایه‌های افقی مانند کف رودخانه‌ها، اقیانوس‌ها و دلتاها نهشته می‌شوند. ماسه‌سنگ، سنگ آهکی و رسی از انواع معمول سنگ‌های رسوبی هستند.

## چرخهٔ سنگ

چرخهٔ سنگ

سنگ‌های آذرین، دگرگونی و رسوبی توسط چرخهٔ سنگ با هم ارتباط دارند. فرایند چرخه‌ای به گونه‌ای است که هر کدام از دیگری تشکیل می‌شود، سنگ‌ها هوازده می‌شوند به فرم رسوبی بعد از اینکه ته‌نشین شدند، در طول تدفین عمیق و عمیق‌تر سنگ‌ها تحت تأثیر متامورفیسم یا ذوب شدن قرار می‌گیرند. بعد آن‌ها دوباره به صورت کوه‌ها بالا می‌آیند و رشته کوه‌ها را تشکیل می‌دهند.

## سنگ‌های نفتی
سنگ‌های رسوبی در صنعت نفت مهم‌ترین انواع سنگ‌ها می‌باشد. زیرا تمام تجمعات نفتی (نفت‌گیرها) در آن‌ها ایجاد می‌شود. سنگ‌های آذرین و دگرگونی به ندرت می‌توانند شامل گاز و نفت باشند. علاوه‌براین، اکثر نفت‌های دنیا در سنگ‌های رسوبی که از رسوبات دریایی در خلاف پیشروی قاره‌ها تشکیل شده‌اند، قرار دارند، مانند خلیج مکزیک و خلیج فارس.

## زمان زمین‌شناسی
زمان و تاریخچهٔ زمین‌شناسی مفاهیمی هستند که نیاز به فهمیدن و درک چگونگی تأثیر آن‌ها بر زمین‌شناسی نفت داریم. میلیون‌ها سال طول می‌کشد تا شرایط خاصی برای اینکه مواد رسوبی و آلی به هیدروکربن تبدیل شوند فراهم آید. قرن هجدهم شروع زمین‌شناسی مدرن محسوب می‌شود. در سال ۱۷۸۵ جیمز هوتن فیزیکدان اسکاتلندی در طی مطالعات خود نظریه‌ای برای زمین ارائه داد که اصل چهارم آن اصل یکنواختی بود. این اصل بیان می‌کند که نیروها و فرایندهای زمین‌شناسی که در حال حاضر عمل می‌کند در طول زمان زمین‌شناسی هم به همین حالت بوده‌است و حوادث زمین‌شناسی گذشته را می‌توان با بررسی نیروهای حال حاضر شرح داد. این موضوع به وسیلهٔ عبارت «حال کلید گذشته‌است» شهرت یافته‌است.

### سن زمین
قبل از اینکه مواد رادیواکتیو کشف شوند زمین‌شناسان از روش‌های دیگر مثلاً شناختن فسیل‌ها برای تعیین سن نسبی لایه‌های سنگی رسوبی استفاده می‌کرده‌اند. این روش تنها می‌توانستند سن نسبی لایه‌ها را برای ما مشخص کنند. سن نسبی اطلاعی از اینکه در چند سال پیش اجسام شکل گرفته‌اند، به ما نمی‌دهد و فقط ترتیب نسبی آن‌ها را برای زمین‌شناسان مشخص می‌کند. اولین باری که مواد رادیواکتیو کشف شدند، زمین‌شناسان از خصوصیات واپاشی مواد رادیواکتیو برای تعیین سن مطلق سنگ‌ها استفاده کردند. روش‌های کلی که برای قدمت‌گذاری مستقیم سنگ‌های رسوبی استفاده می‌شوند، در زیر آمده‌است:
1. روش کربن ۱۴ برای مواد آلی
2. روش K–Ar و Rb-Sr برای سیلیکات‌های آبدار آهن، هورنبلند، بیوتیت
3. روش توریم (۲۳۰) برای رسوبات عمیق دریایی، مرجان‌های آراگونایتی
4. روش پروتکتینیوم(۲۳۱) برای رسوبات دریایی، مرجان‌های آراگونایتی
5. روش اورانیوم (۲۳۸) برای آپاتیت، سنگ آتشفشانی شیشه‌ای

### تعیین سن زمین
برای پایه‌گذاری یک مقیاس زمانی نسبی، تعدادی قواعد کلی ساده یا قوانینی باید کشف شده و به کار بسته شود، اگر چه امروزه ممکن است واضح به نظر برسند، ولی کشف آن‌ها یک دستیابی مهم عملی بود، چینه‌شناسی در واقع مطالعهٔ اصولی ترکیب، توزیع و ترتیب لایه‌های سنگ‌های رسوبی می‌باشد. لایه‌بندی یک ویژگی لایه‌ای و صفحه‌ای سنگ‌های رسوبی است. این ویژگی در واقع پایهٔ ۲ قانون کلی است که برای تفسیر پدیده‌های زمین‌شناسی سنگ‌های رسوبی است. اولین قانون، قاعدهٔ لایه‌بندی افقی است که بیان‌کنندهٔ این است که اکثر رسوبات به صورت لایه‌های افقی، ته‌نشین می‌شوند که این رسوبات ممکن است بر اثر پدیده‌های تکنونیکی تغییر شکل بدهند. دومین قانون اصل انطباق است که بیان می‌کند هر لایه از سنگ رسوبی که دچار تغییرات تکنونیک نشده‌است، جوان‌تر از لایه‌های زیرین و قدیمی‌تر از لایه‌های بالایی خود می‌باشد؛ بنابراین یک مجموعهٔ سنگ‌های رسوبی می‌توانند بیانگر یک خط زمانی عمودی باشند. این قانون همچنین برای دیگر نهشت‌های سطحی مانند دنباله‌های گدازه‌ای یا لایه‌های خاکستر حاصل از فعالیت‌های آتشفشانی نیز به کار می‌رود. دیرینه‌شناسی (فسیل‌شناسی، مطالعهٔ زندگی در زمان‌های گذشتهٔ زمین‌شناسی است که بر پایهٔ فسیل گیاهان و جانوران می‌باشد) در مطالعات نوین زمین‌شناسان، شاخص فسیل، یک وسیله برای تعیین روابط واقعی و نسبت دادن سن به توالی‌های رسوبی شناخته شده‌است.

ارتباط بین فسیل‌ها

ارتباط دادن فرایندی است که سنگ‌های یک منطقه را به مناطق دیگر تعمیم می‌دهد. در سال ۱۷۹۳ ویلیام اسمیت، یک نقشه‌بردار در جنوب انگلیس، دریافت که فسیل‌ها برای تعیین سن نسبی سنگ‌های رسوبی می‌توانند به کار روند. اسمیت اولین کسی بود که سازندها را در یک واحد سنگی تعریف کرد. در واقع سازند یک واحد سنگی می‌باشد که قابلیت نقشه‌برداری در گسترهٔ جانبی وسیعی را دارد و دارای خصوصیات فیزیکی یکسان و محتوی گروه فسیلی مشابه می‌باشد. بعضی از سازندها دارای یک نوع سنگ هستند، مانند سنگ آهک. بعضی از آن‌ها هم ممکن است به صورت خوابیده در میان چینه‌ها یافت شوند، مانند لایه‌های متناوب ماسه‌سنگ و شیل که می‌توانند به عنوان یک واحد در نظر گرفته شوند. با ترکیب کردن توالی‌های فسیلی جانوری و توالی‌های چینه‌ای، زمین شناسان می‌توانند سازندها را در یک منطقه به هم ارتباط دهند. صنعت نفت به کاربرد این قواعد برای اکتشاف و تولید وابسته است.

### مقیاس زمانی

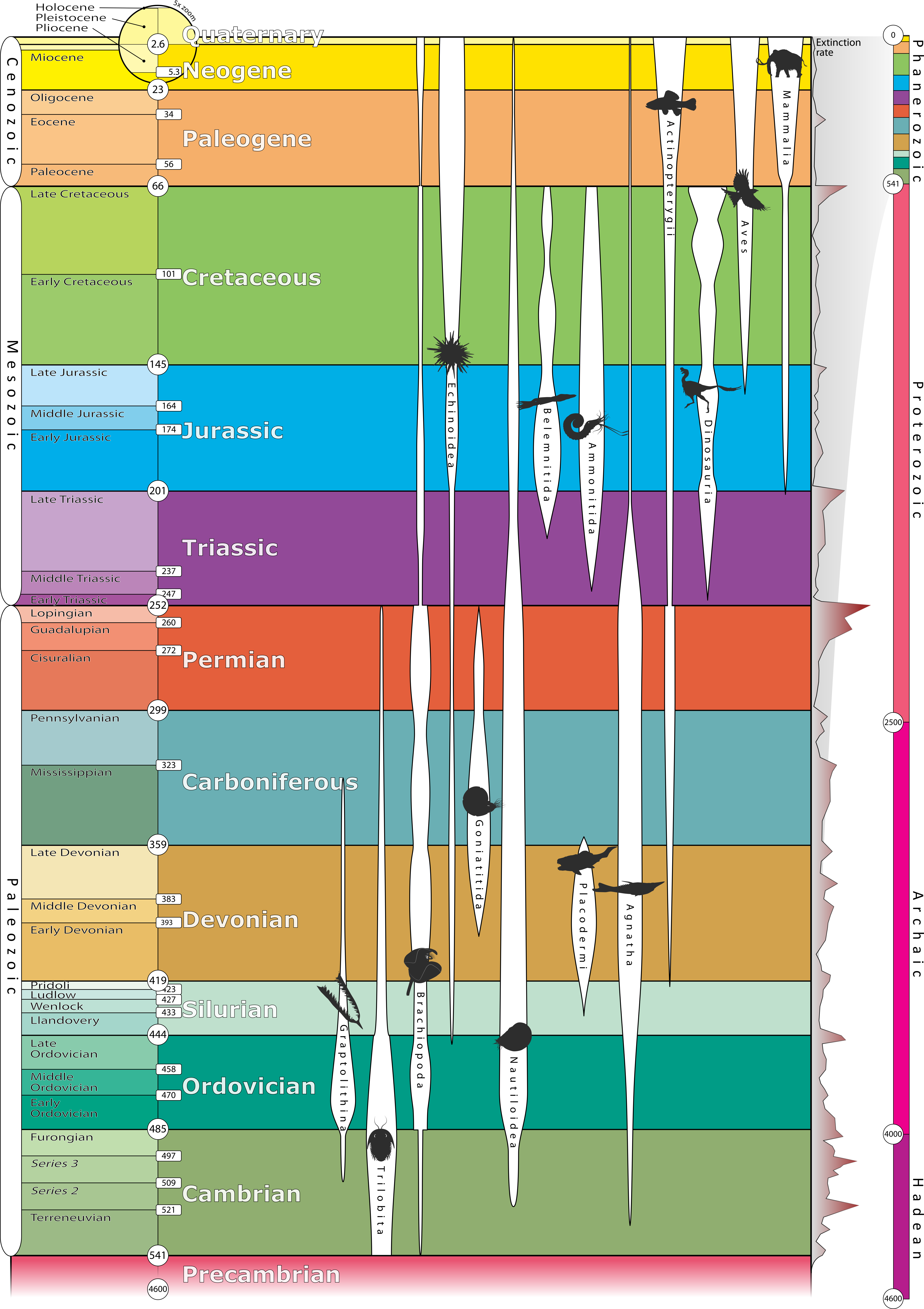
مقیاس زمان زمین‌شناسی

در طول قرن‌های نوزدهم و بیستم، زمین‌شناسان بر اساس دانش قبلی خودشان شروع به ساختن یک ستون جهانی سنگ کردند. اگر چه از شروع زمان زمین‌شناسی، این ستون هرگز پیوسته نخواهد بود. قوانین بالا (قبلی) به زمین‌شناسان این اجازه را داده‌است که ترکیب نسبی زمان جهانی را تدوین کنند.

### توزیع میدان‌ها
دانستن سن زمین‌شناسی مخازن نفتی خیلی مهم است. زیرا سنگ‌های با سنین مختلف دارای ویژگی‌های نفتی متفاوتی هستند. این موضوع مهمی است که سن سنگ‌ها لزوماً با زمان تجمع نفت منطبق نیست. ما تنها می‌دانیم که زمان تجمع نفت و گاز حتماً بعد از رسوب‌گذاری بوده‌است.

## سنگ‌های رسوبی
سنگ‌های رسوبی براساس منشأ تشکیلشان به دو گروه کلی زیر تقسیم‌بندی می‌شوند:
1. سنگ‌های رسوبی تخریبی: که در نتیجهٔ هوازدگی و تکه‌تکه شدن سنگ‌ها و کانی‌ها تشکیل می‌شود و بر پایهٔ ساختارشان طبقه‌بندی شده‌اند. ابتدا بر مبنای سایز دانه‌ها: دانه درشت مانند کنگلومرا. دانه متوسط مانند ماسه‌سنگ و دانه‌ریز مانند شیل، لای و مادستون.
2. سنگ‌های رسوبی شیمیایی یا بیوشیمیایی: که در اثر فرایندهای شیمیایی به وجود آمده‌اند. رسوبات کربناتی اولیه در اثر نهشته شدن اجساد گیاهان و حیوانات که کربنات را در طول زندگیشان استفاده می‌کرده‌اند، حاصل شده‌اند که فراوان‌ترین آن‌ها کلسیت است. بیشتر کربنات‌ها شامل دولومیت می‌باشند. ژیپس و هالیت به وسیلهٔ فرایندهای تبخیری و شیمیایی به وجود آمده‌اند.

بر اساس میزان تولید نفت می‌توان از ۵ نوع سنگ رسوبی زیر به ترتیب نام برد:
1. ماسه‌سنگ: سنگ‌های رسوبی تخریبی هستند که بیشتر از ذرات ماسه‌ای یا دانه‌ای که در ماتریکس‌های رسی و بیشتر یا کمتر به وسیلهٔ مواد سیمانی محکم شده، تشکیل یافته‌اند. همچنین دانه‌های ماسه‌ای بیشتر از کوارتز تشکیل شده‌اند.
2. کربنات‌ها: خود به دو دستهٔ کلی سنگ آهک و دولومیت تقسیم می‌شوند. کربنات‌ها رسوباتی هستند که از یک ماتریکس آنیون کربنات تشکیل شده‌اند.
  1. سنگ آهک مهم‌ترین نوع سنگ‌های کربناتی هستند که کاتیون همراه آن کلسیم می‌باشد.
  2. دولومیت‌ها نیز از انواع کربنات‌ها هستند که فرمول آن MgCa(CO۳)۲ است. سنگی دولومیت نامیده می‌شود که بیش از ۹۰ درصد آن از کانی‌های دولومیتی باشد و کمتر از ۱۰ درصد آن از کانی‌های کلسیت باشد.
3. شیل‌ها: نوعی از سنگ‌های رسوبی تخریبی هستند که در اثر ترکیب دانه‌های درشت رسی تشکیل می‌شوند. شیل‌ها دارا تخلخل می‌باشند ولی نفوذپذیری نسبتاً بالایی ندارند، به همین دلیل شیل‌ها سنگ‌های مخزن خوبی نیستند ولی پوش‌سنگ خوبی می‌توانند باشند.
4. تبخیری‌ها: عموماً مانند سنگ آهک و ماسه‌سنگ نمی‌توانند سنگ مخزن باشند ولی پوش‌سنگ‌های مرغوبی محسوب می‌شوند و در اکتشاف نفت از اهمیت بالایی برخوردارند. واژهٔ تبخیری برای اکثر ته‌نشست‌ها به کار می‌رود، مانند رسوبات نمکی که از کانی‌های حاصل از محلول‌های شور در اثر تبخیر تشکیل می‌شوند. در تبخیر توالی کلی رسوب گذاری کلسیت، ژیپس یا اینهیدریت، هالیت و در نهایت است.

تبخیری‌ها پوش‌سنگ‌های خوب و مرغوبی را تشکیل می‌دهند زیرا هم دارای نفوذپذیری کمی هستند و هم دارای رفتار الاستیک در برابر شکستگی‌ها می‌باشند. گنبدهای نمکی نیز از انواع خوب پوش سنگ‌ها محسوب می‌شوند. منشأ به سازندی که در آن نفت و گاز تولید می‌شود اطلاق می‌گردد. هیدروکربن‌ها زمانی تولید می‌شوند که حجم‌های بزرگی از مواد میکروسکوپی گیاهی و جانوری در ته دریاها، دلتاها و رودخانه‌ها ته‌نشین شوند.

## مهاجرت هیدروکربن‌ها
مهاجرت اولیه، فرایندی است که در آن نفت و گاز از سنگ منشأ به سمت سنگ مخزن حرکت می‌کند. مهاجرت ثانویه در واقع تجمع و تمرکز نفت و گاز در داخل سنگ مخزن است. دلیل مهاجرت نفت به وسیلهٔ رویداد معمولی حرکت نفت و گاز به سمت سطح چه از سنگ منشأ و چه از طریق سنگ مخزن، پیشنهاد شده‌است. در هر دو مورد، نفت باید از سنگ‌هایی با نفوذپذیری و تخلخل کافی عبور کند تا به سطح برسد؛ بنابراین مهاجرت به دو عامل ویژگی‌های سنگ و خصوصیات سیال وابسته است که این ویژگی‌ها شامل تخلخل، نفوذپذیری، فشار مویینه، دما، گرادیان فشار و ویسکوزیتهٔ سیال می‌شود.

## شیمی هیدروکربن‌ها
واژهٔ پترولیوم به‌طور کلی به همهٔ انواع هیدروکربن‌ها اطلاق می‌شود. چه گاز، چه مایع و چه جامد. ناخالصی‌هایی چون نیتروژن، سولفور و اکسیژن نقش بسیار مهمی را در ترکیب مولکولی هیدروکربن‌ها بازی می‌کنند. انواع مختلف هیدروکربن‌ها به عواملی چون نحوهٔ ترکیب کربن و هیدروژن یا به سایز مولکول‌های هیدروکربن وابسته است. آسفالت سنگین، سیاه رنگ و نفت سبک و زرد رنگ دو نوع مختلف پترولیوم با وزن‌های مولکولی مختلف هستند. یک مولکول هیدروکربن از تعدادی اتم کربن و هیدروژن تشکیل می‌شود. در دما و فشار اتاق از C۱ تا C۴ به صورت گاز، از C۵ تا C۱۵ به صورت مایع و از C۱۶ به بعد به حالت جامد است.

## انواع هیدروکربن‌ها

### کروژن-بیتومن‌ها

سنگ منشأ

شیل‌ها ۹۹ درصد از رس و ۱ درصد از مادهٔ آلی تشکیل شده‌اند. مشاهده شده‌است که پترولیوم اغلب از مواد آلی غنی از لیپیدها که در لایه‌های رسوبی تدفین شده‌اند، ناشی می‌شوند. اکثر این مواد آلی به صورت کروژن شناخته می‌شوند. کروژن قسمتی از مواد آلی در سنگ می‌باشد که در اغلب حلال‌های آلی نامحلول است. کروژن خاصیت نامحلول بودن خود را مدیون سایز بزرگ مولکولی خود و گرمای زیاد مورد نیاز برای شکستن مولکول‌های خود می‌باشد. فرایند بلوغ کروژن تابعی از دما و فشار تدفین می‌باشد. تغییرات کروژن در مراحل بلوغ به این صورت است که از رنگ زرد به رنگ سیاه متمایل می‌شود. محتوای آلی موجود در سنگ‌ها که به وسیلهٔ محلول‌های آلی قابل استخراج می‌باشد بیتومن نام دارد و در واقع سهم کوچکی از مواد آلی را در سنگ‌ها شامل می‌شوند. بیتومن‌ها در نتیجهٔ شکسته شدن پیوندهای شیمیایی کروژن در اثر افزایش دما ایجاد می‌شوند. پترولیوم مادهٔ آلی است که از چاه‌های نفت و زهکشی‌های طبیعی استخراج می‌شود. بیتومن‌ها در بعضی از مراحل بلوغ به پترولیوم تبدیل می‌شوند. کروژن وقتی از نظر اقتصادی به صرفه است که مقدار آن در شیل‌های نفتی از ۱۰ درصد بیشتر باشد. یک سنگ منشأ مرغوب باید دارای مقدار قابل توجهی کروژن باشد.

### نفت خام

رابطهٔ درجهٔ API

نفت خام مخلوطی شامل تعداد زیادی هیدروکربن است که در شرایط دما و فشار سطح مایع بوده و در حلال‌های نرمال نفتی حل می‌شوند. انواع نفت خام می‌توانند در مقدار و نوع هیدروکربن و همچنین مقدار آلودگی‌ها با هم متفاوت باشند. نفت خام را می‌توان براساس ترکیب شیمیایی سازندهٔ آن یا براساس چگالی دسته‌بندی کرد. چگالی نفت براساس وزن مخصوص یا درجهٔ API به شکل روبرو بیان می‌شود: وزن مخصوص نسبت وزن ماده به وزن آب در شرایط دما و فشار یکسان است. وزن API استاندارد پیشنهاد شده از طرف انجمن نفت آمریکا (American Petroleum Institute) برای بیان وزن مخصوص نفت است. کمترین وزن‌های مخصوص بیشترین وزن API است. برای مثال سیالی با وزن مخصوص ۱ گرم بر سانتیمتر مکعب درای API ای به اندازهٔ ۱۰ درجه است. نفت سنگین دارای API کمتر از ۲۰ است. این نوع از نفت تغییرات شیمیایی زیادی را به‌واسطهٔ حمله‌های میکروبی متحمل شده‌است. نفت سنگین نه‌تنها از نظر اقتصادی به صرفه نیست بلکه استخراج اجزای آن نیز بسیار سخت است. به نفتی با API بین ۲۰ تا ۴۰ نفت نرمال و به نفتی با API بیشتر از ۴۰ نفت سبک گفته می‌شود.

### آسفالتین
آسفالتین جامد یا شبه‌جامدی (در دما و فشار سطح) است تیره رنگ که در نفت شکل گرفته و شامل هیدروکربن‌های سنگین و بیتومن‌ها است. آسفالتین می‌تواند به‌طور طبیعی به‌وجودآید یا در خالص‌سازی نفت خام بر جای ماند. معمولاً شامل مقادیر محسوسی گوگرد، نیتروژن و اکسیژن است و برخلاف کروژن در حلال‌های معمولی نفت محلول است. از بلوغ جزئی کروژن یا تخریب نفت بالغ تشکیل می‌شود. آسفالتین به‌طور خاص برای ساختن بنزین با کیفیت بالا، عایق پشت بام و آسفالت خیابان‌ها مناسب است.

### گاز طبیعی

بلوغ حرارتی

دو نوع اساسی از گاز طبیعی وجود دارد که یکی حاصل فرایندهای زیستی (بیوژنیک) و دیگری حاصل فرایندهای گرمایی (ترموژنیک) است. گاز بیوژنیک فقط از فعالیت‌های باکتریایی در ابتدای دورهٔ دیاژنز تشکیل می‌شود. یعنی در دمای پایین، فشار لایه‌های رویین کمتر از ۱۰۰۰ متر، شرایط بی‌هوازی و نرخ بالای تجمع رسوبات. در حال حاضر از جمله مکان‌هایی که این اتفاق در حال روی دادن است می‌توان به مصب رودهای نیل، می‌سی‌سی‌پی و آمازون اشاره کرد. تخمین زده می‌شود که حدود ۲۰ درصد از گازهای طبیعی شناخته شده در جهان بیوژنیک باشند. گازهای ترموژنیک نیز از دگرگونی گرمایی کروژن‌ها در اثر فشار زیاد لایه‌های بالایی و دمای بالای زیر زمین به وجود می‌آیند. هیدروکربن‌های گازی عبارتند از: متان (CH۴)، اتان (C2H۶)، پروپان (C3H۸) و بوتان (C4H۱۰). زمانی که مقدار هیدروژن سولفید یک گاز طبیعی بالا باشد به آن گاز ترش و زمانی که مقدار این ماده در گاز طبیعی کم باشد به آن گاز شیرین می‌گویند. اگر مقدار مایع بدست آمده از گاز طبیعی در شرایط سطحی کمتر از ۱ گالن بر ۱۰۰۰۰ فوت مکعب باشد به این گاز گاز خشک گفته و در صورتی که از این مقدار بیشتر باشد به آن گاز تر می‌گویند.

### میعانات گازی
هیدروکربن‌گذار بین گاز و نفت خام میعانات گازی هستند. (در زیر سطح زمین گاز متراکم اما در درجه حرارت و فشار سطح مایع) از نظر خواص شیمیایی، میعانات گازی تا حد زیادی از آلکان‌هایی مانند پنتان، اکتان، و هگزان تشکیل شده‌است.

## نفت‌گیرها

Eroded Monocline & Anticlin

نفت‌گیرهای دگرشیبی زاویه‌ای نوعی از دگرشیبی است که در آن لایهٔ قدیمی‌تر در یک زاویهٔ متفاوت نسبت به لایهٔ جدیدتر قرار می‌گیرد. یک نفت‌گیر دگرشیبی زاویه‌ای، زمانی اتفاق می‌افتد که سنگ‌های نفتی شیب‌دار و قدیمی، در معرض نیروهای سازندهای جدیدتر بدون تخلخل قرار می‌گیرند. این موقعیت ممکن است هر زمانی که یک تاقدیس یا گنبد، فرسایش یافته و سپس توسط لایهٔ جوان‌تر و با نفوذپذیری کمتر، پوشیده شود.

## اکتشاف و نقشه‌برداری
اکتشاف نفت و گاز از مدت‌ها قبل به عنوان یک هنر در علم زمین‌شناسی مطرح بوده‌است. فرایندهای اکتشاف تعدادی از روش‌های قدیمی به علاوه تکنیک‌های جدید را شامل می‌شوند. اکتشاف‌کننده باید آنالیزهای علمی و یک حدس و تخیل را ترکیب کرده تا به طرز صحیحی مشکل پیدا کردن نفت و گاز را حل کند.

### نقشه‌برداری زیرسطحی
نقشه‌های زمین‌شناسی، ارائه و نمایشی از توزیع سنگ‌ها و دیگر مواد زمین‌شناسی و همچنین سنین مختلف آن‌ها هستند. زمین‌شناس بخش‌های مختلف یک سنگ را اندازه‌گیری کرده و سازندهای مختلف را با نقشه روی نمودار می‌برد تا توزیع آن‌ها را به نمایش گذارد. همان‌طور که یک نقشهٔ ی زمین‌شناسی وجود کوه‌ها و دره‌ها را نشان می‌دهد، نقشهٔ زیر سطحی یک ابزار ارزشمند برای مکان‌یابی ویژگی‌های زیر زمینی است که می‌تواند از نفت‌گیرها یا طرح و نقشهٔ خلاصه‌ای از مرزهای سنگ‌های مخزن باشد.
نقشه‌های زیرزمینی برای تعبیه کردن رسوبات نفتی زمین‌شناسی به کار می‌روند. نقشه‌های زیر زمینی ۳ بعدی ممکن است توسط اطلاعات چاه نفت به دست آیند و برای کشف مکان‌های بزرگ زیر زمینی زمین‌شناسی که بیرون زدگی در سطح زمین ندارند، به کمک ما بیایند.
تعدادی از نقشه‌های زیر زمینی معمول که برای اکتشاف و تولید نفت به بکار می‌روند، عبارت است از:
1. نقشه‌برداری ژئوفیزیکی
2. نقشه‌های ساختاری
3. نقشه‌های Isopach
4. نقشه‌های lithofacies

#### نقشه‌برداری ژئوفیزیکی
ژئوفیزیک در واقع مطالعهٔ زمین به وسیلهٔ روش‌های فیزیکی مقداری می‌باشد. تکنیک‌های ژئوفیزیکی مانند نقشه‌های لرزه ای، نقشه‌های گرانشی و نقشه‌های مغناطیسی، راه را برای اندازه‌گیری ویژگی‌های فیزیکی سازندهای زیر زمینی هموار می‌کنند. این اندازه‌گیری‌ها به صورت اطلاعات زمین‌شناسی مانند ساختار چینه، عمق و مکان تفسیر می‌شوند. ارزش عملی در نقشه‌های زمین‌شناسی به توانایی آن‌ها برای اندازه‌گیری ویژگی‌های سنگ‌هایی که به نفت‌گیرهای پتانسیلی در مخازن تعلق دارند، بستگی دارد.

##### نقشه‌های لرزه‌ای
از روش‌های ژئوفیزیکی که تصاویری با جزئیات زیادی از زمین‌شناسی را فراهم می‌کنند، نقشهٔ لرزه‌ای نامیده می‌شوند. این روش، انتشار و تولید امواج لرزه ای را شامل می‌شود که به داخل زمین فرستاده می‌شوند تا با یک ناپیوستگی مواجه شوند و سپس به سمت سطح زمین روانه گردند. ثبت‌کننده‌های الکترونیکی که ژئوفون نامیده می‌شوند، امواج را به صورت امواج صوتی بازتاب می‌کنند. سیگنال فرستاده شده از ثبت‌کننده، بلند می‌شود و سپس برای از بین بردن اصوات اضافی فیلتر شده و روی دیسک‌های مغناطیسی ضبط می‌شود. در اکتشافات دریایی، شارژهای قابل احتراق روی آب شناورند تا امواج لازم را تولید کنند. این روش در اکثر نقاط دنیا به عنوان یک روش پر مخاطره برای محیط زیست محسوب می‌شود. یکی از معمول‌ترین روش‌ها برای تولید امواج صوتی استفاده از تفنگ هوا می‌باشد. تفنگ هوا محفظه‌هایی از هوای فشرده شده را شامل می‌شوند. ابتدا گاز در زیر آب آزاد می‌شود یا صدای "pop" تولید کرده و امواج لرزه‌ای به سمت لایه‌های سنگی فرستاده می‌شوند تا وقتی که به سطح آب بازگردند و سپس جذب هیدروفون‌ها شوند. این هیدروفون‌ها در واقع ورژن دریایی ژئوفون‌ها می‌باشند که در زیر قایق (کشتی) قرار دارند. اطلاعاتی که روی دیسک‌های مغناطیسی ذخیره شده‌است می‌توانند توسط فرم‌های خاصی برای اهداف تحقیق مورد نظر نمایش یابند. این فرم‌ها شامل نمایش دیداری (عکس یا فیلم) می‌باشند. نمایشی از دامنهٔ امواج رسیده در مقابل زمان رسیدنشان و نمایشی که تراکم متنوع نامیده می‌شود، از انواع نمایش‌های امواج صوتی هستند. امواج لرزه‌ای وقتیکه به سنگ‌ها می‌خورند، وابسته به جنس سنگ‌ها در هر لایه با سرعت‌های متفاوتی از آن‌ها عبور می‌کنند. سرعت عبور این امواج در پوسته با چگالی آن‌ها رابطهٔ مستقیم و با تخلخل رابطهٔ عکس دارد. این سرعت‌ها به‌طور متوسط برای شیل‌ها = ۳٫۶km/s، برای Sandstone (سنگ ماسه) ۴٫۲km/s و برای Limestone (سنگ آهک) =۵km/s می‌باشند.

##### نقشه‌های مغناطیسی
نقشه‌های مغناطیسی از سریع‌ترین و کم خرج‌ترین روش‌ها برای مطالعهٔ زمین‌شناسی زیر سطحی ناخالصی در سرتاسر یک منطقهٔ وسیع می‌باشند. از مغناطیس سنج برای اندازه‌گیری تغییرات محلی در توان میدان‌های مغناطیسی زمین و به‌طور غیرمستقیم برای ضخامت لایه‌های رسوبی، جایی که احتمال وجود نفت و گاز در آن‌ها هست، استفاده می‌شود. سنگ‌های آذرین و دگرگونی معمولاً محتوی مقداری مواد مغناطیسی ناشی از کانی‌های آهن دار هستند و اغلب به عنوان لایه‌های زیرین سنگ‌های رسوبی در نظر گرفته می‌شوند. این نوع سنگ‌ها به ندرت حاوی هیدروکربن می‌باشند؛ ولی گاهی اوقات به صورت سرزده به داخل سنگ‌های رسوبی وارد شده و با ایجاد ساختارهایی نظیر شکستگی‌ها، تاقدیسی‌ها می‌توانند نفت‌گیرهای هیدروکربنی را تشکیل دهند. میدان مغناطیسی زمین اگر چه پیچیدگی زیادی دارد، می‌تواند به عنوان یک بار مغناطیسی دور خطوط نیروهای مغناطیسی حاصل از منحنی‌های هموار فضایی، در نظر گرفته شود. اگر یک تکهٔ کوچکی از آهن یا تیتانیوم در بار میدان مغناطیسی قرار داده شود، از نظر مغناطیسی ضعیف شده و یک انحراف را در میدان ایجاد می‌کند. میزانی که سنگ‌های آذرین در میدان تمرکز دارند فقط به مقدار آهن یا تیتانیوم وابسته نیست بلکه به عمق سنگ نیز مربوط می‌شود. یک سازند آذرین که در عمق ۱۰۰۰ft قرار دارد تأثیر بیشتری روی مغناطیس سنج می‌گذارد، بنابراین کاهش مرتب قدرت میدان مغناطیس نسبت به سازندی که در عمق ۱۰۰۰۰ft است، نشان دهندهٔ این است که منطقه دارای توالی‌های ضخیمی از سنگ‌های رسوبی بدون خاصیت مغناطیسی است. این می‌تواند در نمایش ساختارهای اساسی زمین‌شناسی مورد استفاده قرار گیرد، اگر چه این روش جزئیات ساختارها را به‌طور کامل نشان نمی‌دهد.

##### نقشه‌های گرانشی
در نقشه‌های گرانشی از میدان گرانشی زمین استفاده می‌شود تا وجود میدان‌های گرانشی نامرتب و غیرعادی را تعیین کند که می‌تواند وجود لایه‌های چگال آذرین و دگرگونی یا لایه‌های سبک رسوبی را نمایش دهد. در جاهایی از پوسته که دارای لایه‌های آذرین و دگرگونی است، میدان گرانشی باید قوی تر باشد چون چگالی این مواد بیشتر از حالت عادی است و در مورد سنگ‌های رسوبی برعکس. اطلاعات جمع‌آوری شده از نقشه‌های گرانشی می‌توانند برای ساختن نقشه‌هایی با مقیاس بزرگ به کار روند و این روش هم مانند روش مغناطیسی نمی‌تواند جزئیات کوچک را نشان دهد.

#### نقشه‌های ساختاری

##### نقشه‌های ترازهای ساختاری زمین
نقشه‌های تراز یک سری از خطوط را در بازه‌های منظم نشان می‌دهند. هر نقطه روی یک خط ویژگی یکسانی را نمایش می‌دهد مانند عمق یا ارتفاع. یک نوع از نقشه‌های تراز، نقشه ساختاری است که عمق سازندهای مشخص را از سطح زمین نشان می‌دهد. نقشه‌های تراز در اکتشاف می‌توانند ساختارهایی مانند ارتفاع سازندها یا زاویهٔ شکستگی‌ها را نشان دهند. نقشه‌های تراز زیر سطحی برای کنترل اساسی به اطلاعات چاه مورد نظر بستگی دارند.

نقشهٔ کامل زمین‌شناسی و مقطع عرضی

##### برش عرضی
ساختارها، چینه‌ها و سازندهای وابسته به نقشه‌برداری می‌توانند روی برش عرضی نشان داده شوند. برش عرضی در واقع یک طرح افقی است که اطلاعات نقشه‌ها را به صورت عمودی نشان می‌دهد. نقشه‌ها، داده‌ها را روی نمایه نقشه نشان می‌دهند و تصویری از توزیع پدیده‌ها را در اختیار ما قرار می‌دهند، ولی برش‌های عرضی همان داده‌ها را به صورت عمودی نمایش می‌دهند و روابط عمودی آن‌ها نظیر ارتفاع، عمق، انطباق و تغییرات خواص جانبی و عمودی را توضیح می‌دهند.

یک نقشهٔ Isopach از کانال‌های ماسه‌سنگی

##### نقشه‌های ایزوپچ
این نقشه‌ها در ظاهر همانند نقشه‌های کانتور هستند ولی تغییرات را در ارتفاع صفحات نشان می‌دهند. این نقشه‌ها چه به صورت سطحی وچه زیر سطحی وابسته به داده‌هایی که در طول تشکیل به کار می‌روند، یافت می‌شوند. نقشه‌های Isopach اغلب به صورت کدهای رنگی هستند تا در تجسم و تصور راحت‌تر گردند و همچنین برای بررسی جریان‌های دیرینه صفحات زمین به کار می‌روند. تغییرات تخلخل و نفوذپذیری با این روش تعیین می‌شوند. زمین شناسان از این نقشه‌ها برا ی عملیات اکتشاف و اینکه چه مقدار هیدروکربن در مخازن وجود دارد و یافتن روش‌هایی برای بازیافت آنها، استفاده می‌کنند.

نقشه‌های Lithofacies

##### نقشه‌های لیتوفاسیس

نقشهٔ برش عرضی ساخته شده از داده‌های نمودارگیری چاه

این نقشه‌ها تغییرات ویژگی‌های سنگ‌شناسی و چگونگی تغییرات افقی در سازندها را نشان می‌دهند. این نوع نقشه‌ها تغییرات نسبت انواع سنگ‌های ماسه ای، آهکی و شیلی و دیگر انواع سنگ‌ها را در سازند نشان می‌دهند. تشخیص سنگ منشأ و سنگ مخزن، توزیع و ضخامتشان از برنامه‌های ضروری در اکتشاف می‌باشند، بنابراین، اکتشاف مخصوصاً در مناطق وسیع نیازمند روابطی از بخش‌های زمین‌شناسی است. این روابط، برش‌های عرضی که اطلاعاتی در مورد ساختارها، چین‌ها، تخلخل و خواص سنگ‌شناسی سازندها را می‌دهند، تولید می‌کنند. این یکی از اساسی‌ترین کاربردهای نمودارگیری چاه در زمین‌شناسی است. نمودارهای ساده و نمودارگیری‌های سیمی زمین شناسان را برای پیش‌بینی دقیق‌تر جاهایی که که در آینده می‌توانند سازندهای مشابهی را ایجاد کنند، توانا می‌سازند. روابطی زیر سطحی بر اساس پیوستگی‌های چینه‌ای یا فرضی که در سازندها در همان ارتفاع از چاهی به چاه دیگر ثابت می‌مانند، استوار است. یک تغییر بزرگ در ضخامت، نوع سنگ یا محتویات جانوری می‌تواند بیانگر این باشد که شرایط تشکیل لایه‌ها تغییر کرده یا نشان دهندهٔ حادثه‌ای باشد که می‌تواند شرایط را برای تجمع نفت فراهم کند.

### زمین‌شناسی سطحی
مکان‌های زیادی برای جستجوی نفت وجود دارند. مشهودترین مکان روی سطح زمین، تراوش‌های نفت و گاز در جاهایی است که نفت از منشأ خود در طول لایه‌های متخلخل مهاجرت کرده‌است. جستجوی این نوع تراوشات روی سطح زمین از اولین روش‌های اکتشاف در قدیم بوده‌است. نفت و گاز روی سطح زمین اگر چه نشانی از اینکه چه اتفاقی در زیر سطح زمین افتاده، به ما نمی‌دهد ولی به عنوان ترکیبی از داده‌هایی در مورد زیر سطح زمین به ما می‌دهند، شناخته می‌شوند. نقشه‌های زمین‌شناسی، ژئوفیزیکی و ژئوشیمیایی همگی جنبه‌های محکمی در اکتشاف نفت و گاز به‌شمار می‌روند.

### ارزیابی سنگ مخزن
زمین‌شناسی زیرسطحی و ارزیابی سنگ مخزن، بازه‌ای وسیع از اندازه‌گیری‌ها و تکنیک‌های آنالیزی را تحت پوشش قرار می‌دهد. برای تکمیل اعمالی چون تعیین حدود مخزن، ظرفیت ذخیره و میزان هیدروکربن و ارزش اقتصادی آن، تمام اندازه‌گیری‌ها باید محاسبه و آنالیز شوند. ابتدا پتانسیل مخزن قبل از ارزیابی آن باید کشف شود. بازده اولیهٔ مخزن با ابزار مهندسین اکتشاف نظیر اطلاعات لرزه ای، گرانشی و مغناطیسی مشخص می‌شود. تعداد زیادی از پارامترها وجود دارند که مهندسین اکتشاف برای تعیین ارزش اقتصادی مخزن از آن‌ها استفاده می‌کنند. این پارامترها از تعدادی منشأ متفاوت شامل اطلاعات لرزه ای، مغزه‌ها و گل حفاری و نمودارگیری سیمی فراهم می‌شود. اندازه‌های نمودارگیری وقتی کالیبره شوند می‌توانند تعداد زیادی از پارامترها را در اختیار ما قرار دهند مخصوصاً این نمودارها تعداد زیادی از اندازه‌گیری‌ها نظیر:
1. تخلخل
2. نفوذپذیری
3. تحرک پذیری نفت و اشباع آب
4. نوع هیدروکربن
5. صخره‌شناسی
6. ساختار مخزن
7. محیط رسوب گذاری
8. مدت زمان امواج الاستیک در یک سازند

را فراهم می‌کنند. همچنین تکنیک‌های نمودارگیری نیز اطلاعات مورد نیاز برای به نمایش درآوردن تولید اولیه و همچنین سنجش قابلیت تزریق آب را به ما می‌دهند. در چاه‌های تولیدی نمودارگیری می‌تواند اندازه‌گیری‌هایی نظیر:
1. دبی حجمی
2. نوع سیال
3. فشار
4. اشباع نفت باقی‌مانده

را فراهم کند. نمودارگیری همچنین می‌تواند پاسخ بسیاری از سوالات، از مسائل پایه‌ای زمین‌شناسی تا اقتصادی را بدهد. با این وجود نمودارگیری به خودی خود نمی‌تواند جواب همهٔ مشکلات ارزیابی سازند را بدهد. آنالیز مغزه و آزمایش سازند اجزا جدایی ناپذیر از ارزیابی سنگ مخزن به‌شمار می‌روند.

## زمین‌شناسی نفت ایران
در ایران ۳ منطقه نفتی برای مطالعه سازندهای نفتی وجود دارد که شامل منطقه زاگرس، منطقه ایران مرکزی و منطقه کَُپه‌داغ می‌باشد. منطقه یا حوضه زاگرس در ایران از شمال غربی تا جنوب شرقی امتداد دارد و در واقع جهت‌ کشیدگی رشته کوه زاگرس است. حوضه ایران مرکزی، فارس و شمال بندرعباس را شامل می‌شود و حوضه ایران شمالی یا حوضه کُپه‌داغ، شامل شرق گرگان و شمال شرقی ایران می‌باشد.